# Felgar
Felgar ist ein Ort und eine ehemalige Gemeinde im Nordosten Portugals.

## Geschichte
Funde belegen eine vorgeschichtliche Besiedlung, insbesondere die eisenzeitliche Ausgrabungsstätte Povoado do Castelinho ist dabei zu nennen.
In der ehemaligen Ortschaft Silhades (auch Cilhades), am Rio Sabor gelegen, bestand seit der Eisenzeit bis über das Hochmittelalter hinaus eine Ortschaft, die heute im Stausee Baixo Sabor versunken liegt.
Felgar war eine eigenständige Gemeinde bis 2013, als sie mit Souto da Velha zusammengeschlossen wurde.

## Verwaltung
Felgar war Sitz einer gleichnamigen Gemeinde (Freguesia) im Kreis (Concelho) von Torre de Moncorvo im Distrikt Bragança. Die Gemeinde hatte 954 Einwohner auf einer Fläche von 34,49 km² (Stand 30. Juni 2011).
Folgende Ortschaften liegen im Gebiet der ehemaligen Gemeinde:
- Carvalhal
- Felgar
- Quinta da Pinheira
- Quinta das Lamelas

Mit der Gebietsreform vom 29. September 2013 wurden die Gemeinden Felgar und Souto da Velha zur neuen Gemeinde União das Freguesias de Felgar e Souto da Velha zusammengeschlossen. Felgar ist Sitz dieser neu gebildeten Gemeinde.

## Verkehr
Bis zur Einstellung der Linie im Jahr 1988 war Felgar mit den Haltepunkten Felgar und Carvalhal über die Eisenbahnstrecke Linha do Sabor an den Bahnverkehr angeschlossen.
Felgar ist etwa 4 km von der Nationalstraße N220 entfernt, die zur dann noch etwa 8 km entfernten Kreisstadt Torre de Moncorvo führt.